# Florence Stoney
Florence Ada Stoney (4 février 1870 - 7 octobre 1932) est une médecin irlandaise et la première femme radiologue au Royaume-Uni. Pendant la Première Guerre mondiale, elle sert à l'étranger en tant que chef du service de radiologie et du personnel des hôpitaux de fortune,.

## Jeunesse

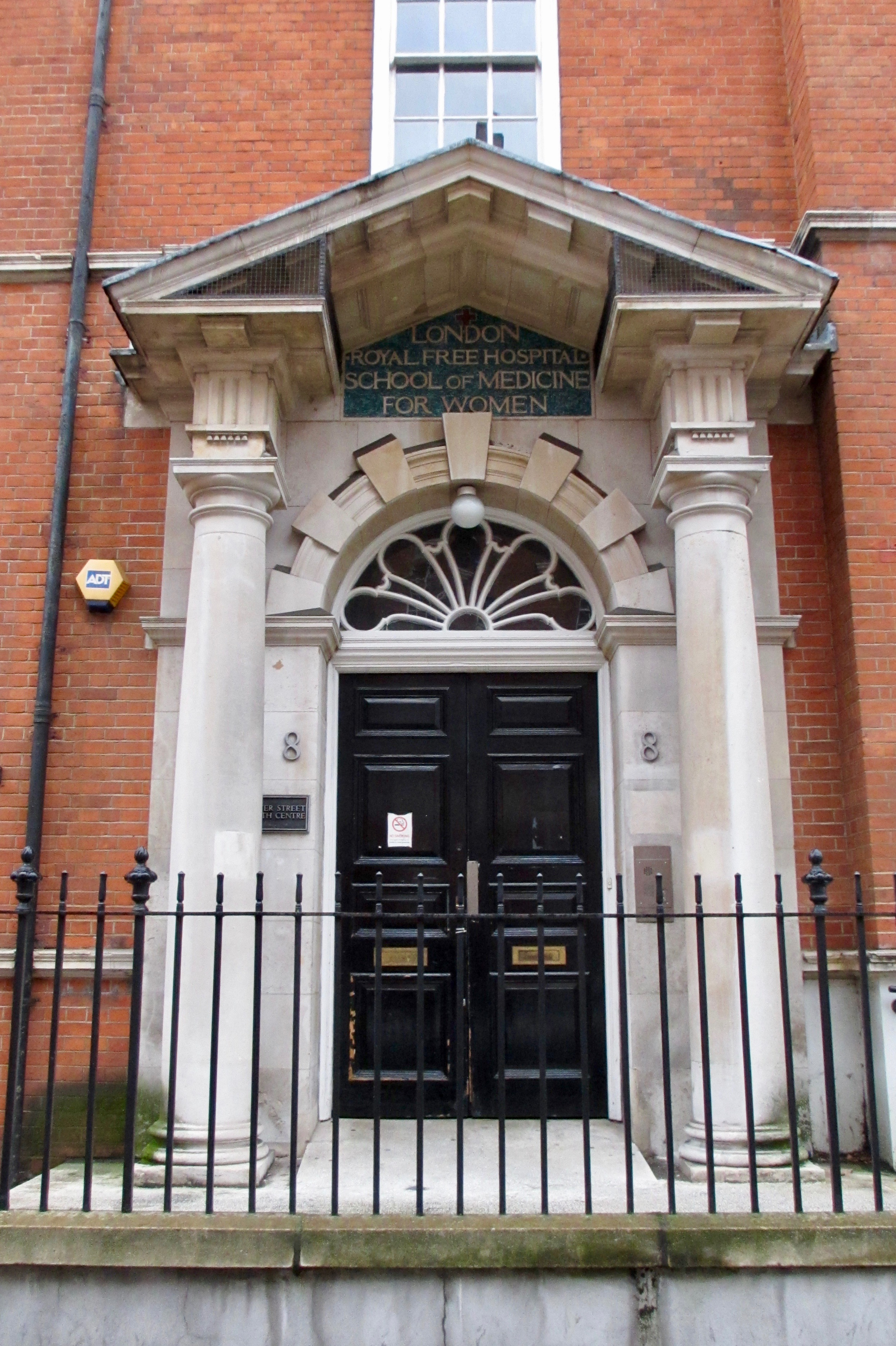
London School of Medicine for Women, où elle obtient son doctorat.

Stoney est né le 4 février 1870 à Dublin. Elle est la fille de George et Margaret Sophia Stoney (30 septembre 1843 - 13 octobre 1872),,. Son père est un physicien mathématique qui plus tard servira de secrétaire de l'Université Queens. C'est un défenseur du droit des femmes à l'enseignement supérieur en Irlande. Ses efforts sont considérés comme l'une des principales raisons pour lesquelles les femmes pouvaient se qualifier pour une licence médicale.
Florence Stoney souffre d'une mauvaise santé dans son enfance. Elle fait d'abord ses études privées à la maison puis fréquente ensuite le Royal College for Science of Ireland avec sa sœur Edith,. En 1883, la famille Stoney déménage à Londres afin que ses filles accèdent à un enseignement supérieur qui n'est pas disponible pour les femmes en Irlande à l'époque,. Stoney fréquente la London School of Medicine for Women où elle est une étudiante distinguée avec de grandes réalisations académiques dans des sujets tels que l'anatomie et la physiologie,. Elle obtient son diplôme de Bachelors of Medicine and Surgery avec mention en 1895 et un doctorat en médecine en 1898, se spécialisant en radiologie,,.

## Carrière et Première Guerre mondiale
Stoney travaille comme assistante clinique ORL au Royal Free Hospital et passe six ans en tant que démonstratrice en anatomie à la London School of Medicine for Women,.
Après cela, elle passe une courte période au Victoria Children's Hospital de Hull, puis créé un service de radiologie à l'Hôpital Elizabeth Garret Anderson pour femmes à Londres en 1902,,. À l'hôpital, elle effectue une variété de travaux mais s'occupe principalement des rayons X, développant souvent les plaques radiographiques chez elle. Elle est la première femme radiologue à travailler au Royaume-Uni à une époque où les connaissances en radiologie et les équipements impliqués sont encore en phase de développement,. Elle est forcée de travailler dans de mauvaises conditions avec des pièces mal ventilées et un manque d'espace pour les rayons X. Stoney ne reçoit aucune aide et doit faire la majorité du travail par elle-même. En outre, elle est exclue en tant que membre du personnel médical et du comité du service de radiologie. En 1906, elle ouvre un cabinet à Harley Street.
Stoney quitte l'hôpital au début de la guerre. Stoney possède 13 ans d'expérience dans son domaine lorsque la Première Guerre mondiale éclate en août 1914. Stoney et sa sœur Edith, physicienne médicale, se portent volontaires pour aider la Croix-Rouge britannique. Elles sont toutes deux refusées par le chirurgien Frederick Treves car elles sont des femmes,,,. Malgré le refus, Stoney prépare une installation de radiographie et aide à organiser une unité de femmes bénévoles aux côtés de Mme St. Clair Stobart, Women's Imperial Service League et la Croix-Rouge belge pour aider les soldats belges à Anvers,. L'équipe convertit un music-hall abandonné en hôpital de fortune où Stoney dirige l'unité chirurgicale en tant que chef du personnel médical et radiologue. L'hôpital essuie des tirs et après avoir subi des tirs d'obus pendant 18 heures, l'hôpital est évacué. L'équipe se rend en Hollande, où elle réussit à traverser l'Escaut à bord d'autobus transportant des munitions, vingt minutes avant que le pont ne soit détruit. Elle et son unité reçoivent la 1914 Star pour bravoure,.
Elle continue à travailler dans un hôpital près de Cherbourg en France, s'occupant principalement de cas liés à des fractures composées et localisant des fragments de balles dans les blessures. Pendant ce temps, Stoney acquiert de l'expérience dans la reconnaissance des os morts et découvre que leur retrait accélérere la récupération,,.

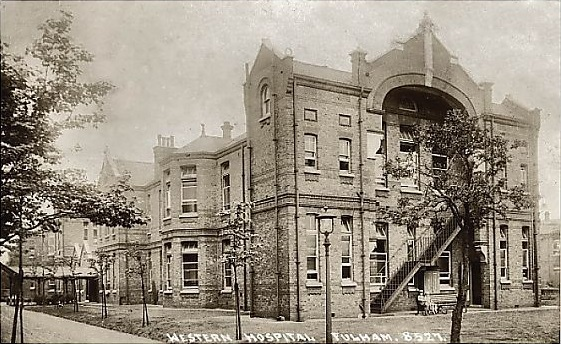
Hôpital de Fulham

En mars 1915, l'hôpital de Cherbourg n'est plus nécessaire et Stoney retourne à Londres. Elle commence à travailler à plein temps à l'hôpital militaire Fulham de 1 000 lits,,. Elle est l'une des premières femmes médecins à accepter de travailler à temps plein pour le British War Office et reçoit l'Ordre de l'Empire britannique en juin 1919,,,. Elle travaille comme chef du département des rayons X et de l'électricité et y reste jusqu'en 1918,.

## Fin de vie
Durant ses dernières années, Stoney souffre d'une mauvaise santé, en grande partie attribuable à sa surexposition aux radiations dans son travail. Il est rapporté qu'elle souffre d'une dermatite à la main gauche causée par les rayons X une affection cutanée douloureuse associée à l'époque moderne à la radiothérapie comme traitement du cancer. Stoney déménage dans la ville côtière sud de Bournemouth en Angleterre. Elle y fait partie du personnel de deux hôpitaux, pratiquant la radiologie à temps partiel. Elle occupe le poste de médecin honoraire au service électricité du Royal Victoria and West Hants Hospital à Bournemouth. Stoney est la fondatrice et la présidente de la branche Wessex du British Institute of Radiology. Elle est conseillère en actinothérapie au Victoria Cripples Home. Pendant sa retraite, elle écrit un certain nombre d'articles en contribution à la littérature médicale de l'époque. Elle publie des recherches sur des sujets tels que les fibromes, le goitre, la maladie de Graves, le cœur du soldat, le rachitisme et l'ostéomalacie. Stoney prend sa retraite de tous ses postes hospitaliers en 1928 à l'âge de 58 ans. Avec sa sœur aînée Edith, elle voyage. Lors d'un voyage en Inde, Stoney écrit son dernier article scientifique, dont le sujet était l'ostéomalacie (ramollissement des os), en particulier en relation avec les déformations pelviennes lors de l'accouchement. Elle étudie ce sujet à l'étranger, et en particulier l'association entre l'exposition aux UV, la vitamine D et le développement squelettique En Inde, elle utilise également son expertise pour conseiller sur l'utilisation de la lumière UV dans les hôpitaux.
Stoney meurt à l'âge de 62 ans, le 7 octobre 1932. Elle souffre d'une maladie longue et douloureuse, le cancer vertébral, encore une fois largement attribuée à son travail en présence de niveaux élevés de rayonnement,. Le British Journal of Radiology publie sa nécrologie officielle qui s'étend sur cinq pages, contenant de nombreux témoignages personnels chaleureux. Après la mort de sa sœur, Edith Stoney continue ses voyages et ses recherches.